# Consistório Ordinário Público de 1976
Em 24 de maio de 1976, durante seu quinto consistório, o Papa Paulo VI criou 21 novos cardeais. Os novos purpurados foram:

## Cardeais Eleitores
| Nº         | País                 | Nome                          | Idade    | Cargo                                                             | Título ou Diaconia                                           |
| Cardeais   | Cardeais             | Cardeais                      | Cardeais | Cardeais                                                          | Cardeais                                                     |
| ---------- | -------------------- | ----------------------------- | -------- | ----------------------------------------------------------------- | ------------------------------------------------------------ |
| 1          | República Dominicana | Octavio Antonio Beras Rojas   | 69       | arcebispo de Santo Domingo                                        | Cardeal-presbítero de São Sisto                              |
| 2          | Itália               | Opilio Rossi                  | 66       | núncio na Áustria                                                 | Cardeal-diácono de Santa Maria Libertadora no Monte Testácio |
| 3          | Itália               | Giuseppe Maria Sensi          | 68       | núncio em Portugal                                                | Cardeal-diácono de Santos Biagio e Carlo em Catinari         |
| 4          | Argentina            | Juan Carlos Aramburu          | 64       | arcebispo de Buenos Aires                                         | Cardeal-presbítero de São João Batista dos Florentinos       |
| 5          | Itália               | Corrado Bafile                | 72       | pró-prefeito da Congregação para as Causas dos Santos             | Cardeal-diácono de Santa Maria em Portico Campitelli         |
| 6          | Senegal              | Hyacinthe Thiandoum           | 55       | arcebispo de Dakar                                                | Cardeal-presbítero de Santa Maria do Povo                    |
| 7          | Uganda               | Emmanuel Kiwanuka Nsubuga     | 61       | arcebispo de Kampala                                              | Cardeal-presbítero de Santa Maria Nova                       |
| 8          | Alemanha Ocidental   | Joseph Schröffer              | 73       | secretário da S.C. para a Educação Católica                       | Cardeal-diácono de São Saba                                  |
| 9          | Índia                | Lawrence Trevor Picachy, S.J. | 59       | arcebispo de Calcutá                                              | Cardeal-presbítero de Sagrado Coração de Maria               |
| 10         | Filipinas            | Jaime Sin                     | 47       | arcebispo de Manila                                               | Cardeal-presbítero de Santa Maria no Monte                   |
| 11         | Estados Unidos       | William Wakefield Baum        | 49       | arcebispo de Washington                                           | Cardeal-presbítero de Santa Cruz na Via Flaminia             |
| 12         | Brasil               | Aloísio Lorscheider, O.F.M.   | 51       | arcebispo de Fortaleza                                            | Cardeal-presbítero de São Pedro em Montorio                  |
| 13         | Nova Zelândia        | Reginald John Delargey        | 61       | arcebispo de Wellington                                           | Cardeal-presbítero de Imaculada em Tiburtino                 |
| 14         | Argentina            | Eduardo Francisco Pironio     | 55       | pró-prefeito da S.C. para os Religiosos e os Institutos seculares | Cardeal-diácono de Santos Cosme e Damião                     |
| 15         | Hungria              | László Lékai                  | 66       | arcebispo de Esztergom                                            | Cardeal-presbítero de Santa Teresa no Corso d’Italia         |
| 16         | Reino Unido          | George Basil Hume, O.S.B.     | 53       | arcebispo de Westminster                                          | Cardeal-presbítero de São Silvestre em Capite                |
| 17         | Madagáscar           | Victor Razafimahatratra, S.J. | 54       | arcebispo de Antananarivo                                         | Cardeal-presbítero de Santa Cruz de Jerusalém                |
| 18         | Nigéria              | Dominic Ignatius Ekandem      | 59       | bispo de Ikot Ekpene                                              | Cardeal-presbítero de São Marcelo                            |
| 19         | Vietname             | Joseph Marie Trinh-nhu-Khuê   | 77       | arcebispo de Hà Nôi                                               | Cardeal-presbítero de São Francisco de Paula no Monti        |
| 20         | Polónia              | Boleslaw Filipiak             | 74       | decano da Sacra Rota Romana                                       | Cardeal-diácono de São João Bosco na Via Tuscolana           |
| In Pectore |                      |                               |          |                                                                   |                                                              |
| 21         | Tchecoslováquia      | František Tomášek             | 76       | administrador apostólico de Praga                                 | Revelado no Consistório Ordinário Público de 1977            |

## Link Externo
- «Catholic Hierarchy» (em inglês)